# Tom Koch (Rennfahrer)
Tom Koch (* 26. Februar 1998 in Apolda) ist ein deutscher Motocrossfahrer.

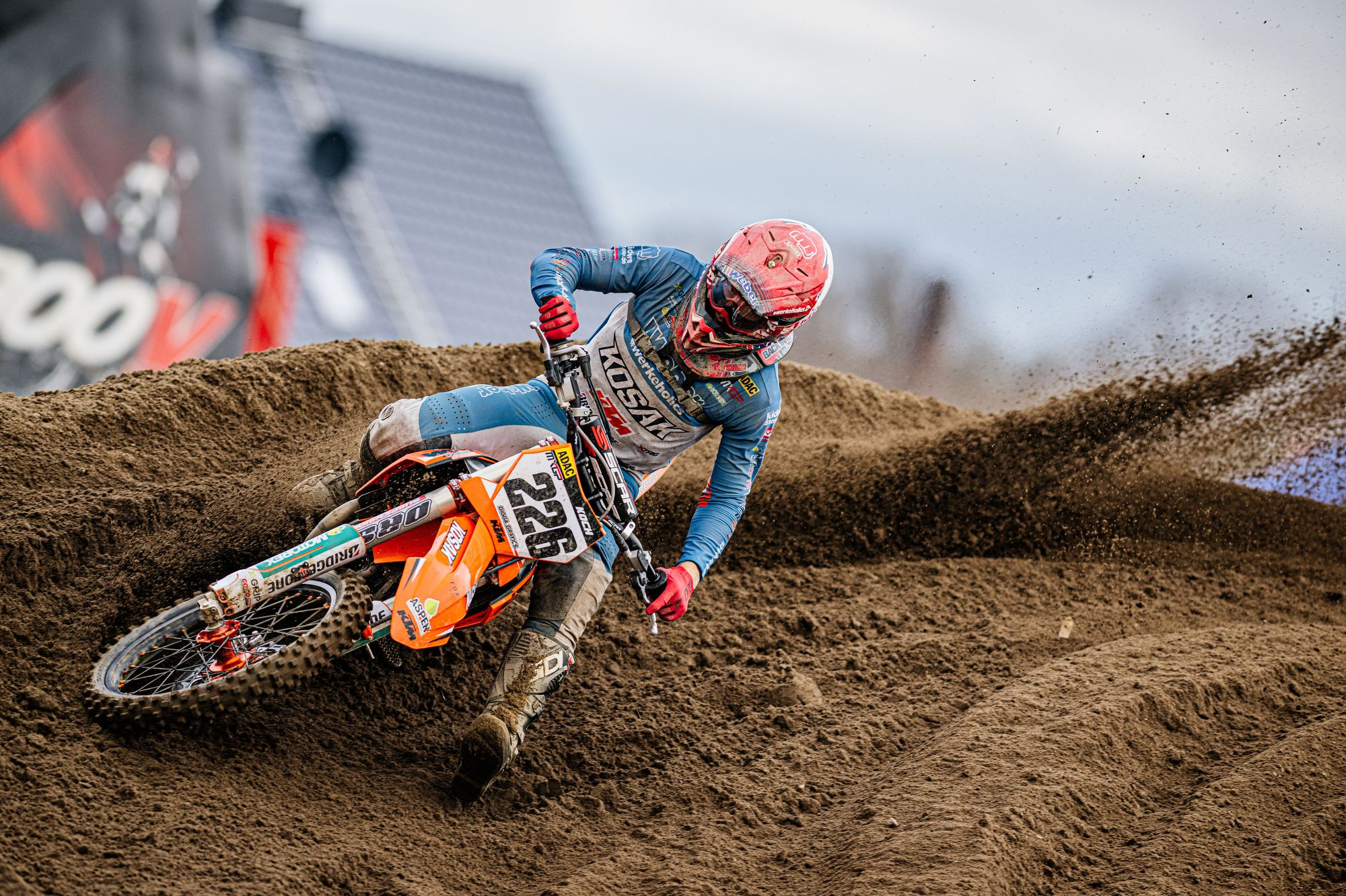
Tom Koch 2023

## Leben und Karriere
Schon seit seinem sechsten Lebensjahr fährt Tom Motocross. Anfangs war es lediglich ein Freizeitvergnügen, dem er nach Belieben nachging. Allerdings kam er aufgrund seines großen Bruders, der bereits an Motocross-Rennen teilnahm, unausweichlich immer wieder mit dieser Sportart in Berührung.
Im Alter von elf Jahren wagte er den entscheidenden Schritt und betrat die Bühne der Thüringen Meisterschaft, um seine allererste Saison auf einer Suzuki RM 85 zu bestreiten. Diese Herausforderung bot ihm wertvolle Wettkampferfahrung und legte den Grundstein für seine Motocross-Karriere.
Im darauffolgenden Jahr konnte Tom bereits seinen ersten Erfolg verzeichnen, als er den Titel des Thüringenmeisters in der 85 ccm Klasse errang. Dieser Sieg beflügelte seine Ambitionen, seine Fähigkeiten kontinuierlich zu verbessern und sich neuen, anspruchsvollen Herausforderungen zu stellen.
Daraufhin traf Tom die Entscheidung, sowohl in der Deutschen Meisterschaft als auch im ADAC MX Junior Cup anzutreten. Dies markierte einen weiteren wichtigen Schritt in seiner  Laufbahn im Motocross.
Heutzutage tritt Tom in der Motocross-Weltmeisterschaft gegen einige der weltweit besten Motocross-Piloten an. Er nimmt an Rennen in ganz Europa teil. Doch Tom misst sich nicht nur in der Weltmeisterschaft, sondern zeigt auch in der ADAC MX MASTERS Serie sein Können.
Am 5. November 2024 gab Tom Koch bekannt, dass er seinen Vertrag mit Kosak KTM nach 4 gemeinsamen Jahren nicht verlängern wird und in der Saison 2025 für ein neues Team an den Start gehen wird.
Am 11. Dezember 2024 wurde bekannt, dass Tom für das MRT Racing Team Beta die Saison 2025 bestreiten wird.

## Erfolge
(Quelle:)
2017
- 1. Platz ADAC MX Youngster Cup[7]

2019
- 2. Platz ADAC SX Cup
- 5. Platz ADAC MX MASTERS[8]

2020
- 3. Platz ADAC MX MASTERS[9] (short season)

2021
- 2. Platz ADAC MX MASTERS[10]
- 8. Platz MXGP of Trentino (ITA)[11]

2022
- 3. Platz ADAC MX MASTERS[12]

2023
- 2. Platz ADAC MX MASTERS[13]
- 8. Platz MXGP of Great Britain[14]
- 4. Platz beim Motocross of Nations (MxoN) in Ernée (Frankreich)[15]

2024
- 2. Platz ADAC MX MASTERS[16]

## Sonstiges
Am 5. Oktober 2024 war Tom zu Gast in der deutschen Fernsehunterhaltungssendung „Tigerenten Club“.